# Сант'Ана (Торино)
Сант'Ана је насеље у Италији у округу Торино, региону Пијемонт.
Према процени из 2011. у насељу је живело 155 становника. Насеље се налази на надморској висини од 264 м.